# Luninets rajon
Luninets rajon (belarusiska: Лунінецкі раён:Luninetski rajon, ryska: Лунинецкий район: Luninetskij rajon) är ett distrikt i Belarus.  Det ligger i Brests voblast, i den centrala delen av landet, 180 km söder om huvudstaden Minsk.